# Blepharella chinonaspis
Blepharella chinonaspis là một loài ruồi trong họ Tachinidae.